# Serguéi Bukréyev
Serguéi Anatólievich Bukréyev (en ruso: Сергей Анатольевич Букреев; Moscú, URSS, 20 de junio de 1976) es un deportista ruso que compitió en remo. Ganó una medalla de bronce en el Campeonato Europeo de Remo de 2007, en la prueba de cuatro sin timonel ligero.

## Palmarés internacional
| Campeonato Europeo | Campeonato Europeo | Campeonato Europeo | Campeonato Europeo        |
| Año                | Lugar              | Medalla            | Prueba                    |
| ------------------ | ------------------ | ------------------ | ------------------------- |
| 2007               | Poznań (Polonia)   | Medalla de bronce  | Cuatro sin timonel ligero |